# Renault Megane III RS Trophy

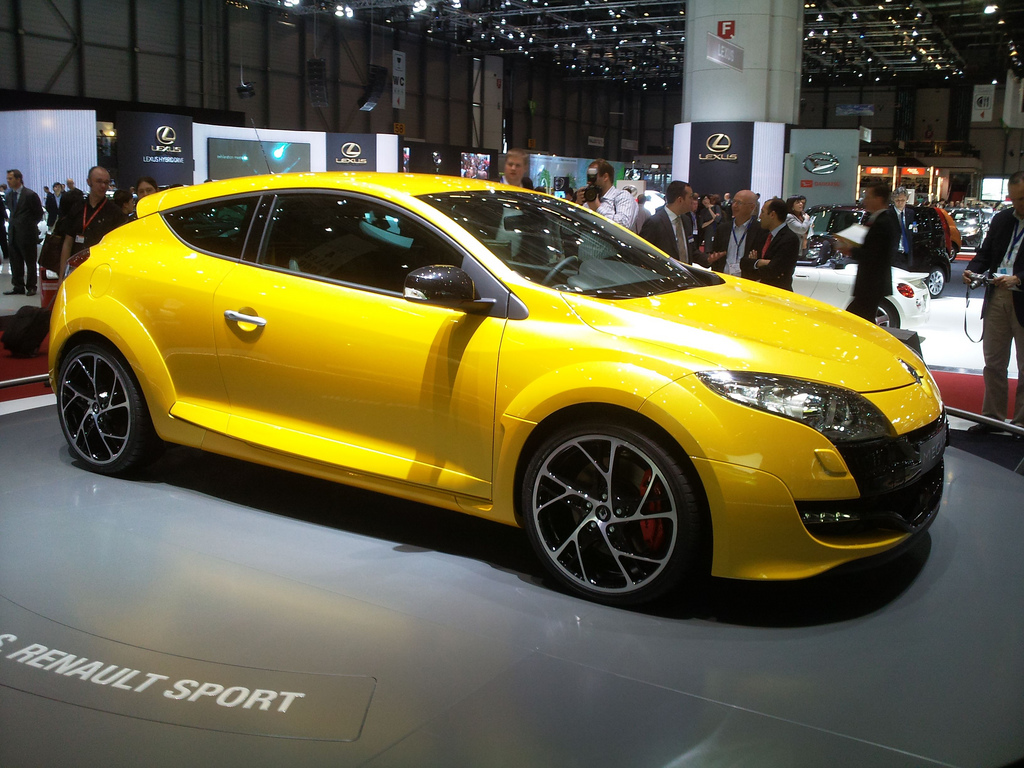
Renault Mégane RS

El Renault Megane III RS Trophy es una versión o serie especial del Renault Megane de tercera generación lanzada en el año 2011 y limitada a 500 unidades que añade detalles estéticos y mecánicos extra.
Fabricado sobre la base del Renault Megane de tercera generación, más concretamente sobre la versión RS de tres puertas, esta serie limitada añade mejoras estéticas y mecánicas.
Respecto a la mejoras mecánicas cabe destacar:
Motorización, que utilizando el mismo motor gasolina de cuatro cilindros en línea con 1998 cc, introducida en la gama general del coche con potencias que oscilan entre los 180 CV (132 kilovatios) y 250 CV (184 kilovatios) son explotados hasta obtener en este caso 265 CV (195 kilovatios) a 5.500 rpm (15 caballos más que en el RS). El par también ha aumentado hasta los 360 Nm (36,7 kgm) a las 3.000 rpm, es decir, 20 Nm más que en la versión RS entre las 3.000 y las 5.000 revoluciones. El incremento de potencia y par se ha logrado mediante el aumento de la presión del turbocompresor hasta los 2,5 bares (0,2 bares más que en el RS) y la modificación la admisión del aire.
Los cambios mecánicos que consiguen el aumento de potencia y par se traducen en una mejora significativa de las prestaciones:
Desde parado alcanza los 100 km/h (62 millas por hora) en 6 segundos (frente a la cifra de 6,1 segundos del RS). Recorre 1000 metros desde parado en tres décimas menos que el RS y alcanza una velocidad máxima de 254 km/h (158 millas por hora) (4 kilómetros por hora más que el RS).
Pero sorprendentemente tiene un consumo más bajo, según homologación 8,2 l/100 km (frente a los 8,4 l/100 km del RS) y unas emisiones también menores 190 gramos (6,7 oz) de CO2 (frente a los 195 gramos (6,9 oz) del RS).
El Mégane de tercera generación se mostró como prototipo hatchback de tres puertas en el Salón del Automóvil de Ginebra de 2008. La versión de producción se presentó oficialmente en el Salón del Automóvil de París de ese año en variantes hatchback de tres y cinco puertas. El cinco puertas se pondrá a la venta en noviembre de 2008, en tanto que el tres puertas está disponible desde enero de 2009 bajo la denominación "Mégane Coupé".
En el Salón de Ginebra de 2009 se exhibió la variante familiar del Mégane, que se vende desde el segundo semestre de ese año con las designaciones "Mégane Grand Tour" o "Mégane Sport Tourer", según el mercado. En el Salón del Automóvil de Seúl de 2009 se mostró el Samsung SM3 de segunda generación, que es esencialmente un Mégane con carrocería sedán y cambios cosméticos, principalmente en el frontal, que se lanzará al mercado a fines de 2009. Se espera que el sedán se una a la gama del Mégane en 2009 o 2010, al igual que un descapotable.
Este vehículo está fabricado por la división Renault Sport en la planta de producción de la marca francesa en Palencia.
El Viernes 17 de junio de 2011 un Renault Mégane Sport Trophy, consiguió el récord absoluto en la categoría de vehículos de serie con tracción delantera en el mítico circuito de Nürburgring completando el anillo norte en 8'07"97º. La vuelta rápida del Renault Megane II R26.R (modelo equivalente de la segunda generación) era de 8'17, es decir rebajó en 9 segundos la marca anterior.